# NGC 1021
NGC 1021 je galaksija u zviježđu Kit.

## Vanjske poveznice
- SEDS: NGC 1021